# Akantit
Akantit (Kenngott, 1855), chemický vzorec Ag2S, je jednoklonný minerál. Název pochází z řeckého akanta – šíp.

## Původ
Hydrotermální, nízkoteplotní fáze, dále jako druhotný minerál vzniklý přeměnou z argentitu nebo ryzího stříbra.

## Morfologie
Krystaly, kostrovité, keříčkovité nebo drátkovité agregáty (pseudomorfóza po stříbru), zrnité i masívní agregáty.

## Vlastnosti
- Fyzikální vlastnosti: Tvrdost 2 – 2,5 (lze rýpat nehtem), hustota 7,3 g/cm³, štěpnost nedokonalá podle {001} a {110}, lom lasturnatý, nerovný. Dá se řezat nožem, je ohebný a kujný.
- Optické vlastnosti: Barva: olověná šedá až černá. Lesk kovový (na čerstvé ploše), jinak matný, průhlednost: neprůhledný, vryp černý pololesklý.
- Chemické vlastnosti: Složení: Ag 87,06 %, S 12,94 %, příměsi Cu. Rozpouští se v HNO3, HCl, amoniaku.

## Odrůdy
- argentit – vysokoteplotní odrůda stabilní nad 179 °C

## Podobné minerály
stříbro, chalkozin, galenit

## Parageneze
- polybazit, stříbro, proustit, pyrargyrit, stefanit, galenit, aguilarit, chalkopyrit, sfalerit, kalcit, křemen

## Získávání
Hornická těžba spolu s dalšími minerály rudných žil.

## Využití
Důležitá ruda stříbra.

## Naleziště
Řídký výskyt.
- Česko – Jáchymov, Měděnec, Moldava, Příbram
- Slovensko – Banská Štiavnica, Kremnica, Zlatá Baňa
- Německo – Schneeberg, Annaberg, Johanngeorgenstadt, Freiberg (krystaly o hmotnosti až 4 kg)
- Norsko – Kongsberg
- Velká Británie – Cornwall
- Mexiko – Arispa
- a další.